# Chużyr (rejon okiński)
Chużyr (ros. Хужир) – wieś w Rosji, w Buriacji, w rejonie okińskim. W 2010 liczyła 625 mieszkańców.